# Студентські протести у Києві 14-15 листопада 1918 року
Студентські протести у Києві 14-15 листопада 1918 року — акції протесту частини студентів київських вишів, що відбувались 14-15 листопада 1918 року проти призову студентів до армії, в ході яких загинуло 8 студентів.

## Передісторія
8 листопада 1918 року Гетьман підписав наказ про мобілізацію до армії Української Держави. До війська забирали народжених у 1899 році, а це — студенти першого-другого курсів [джерело?].
По вишах розпочались хвилювання, сходки призовників.

## Події 14 листопада
14 листопада в університеті св. Володимира були скликані збори потенційних призовників. Однак, збори були заборонені представником Державної варти [джерело?].
Тоді студенти вирушили на демонстрацію. Близько 800 молодих людей пройшли по Фундуклеївській вулиці та Хрещатику [джерело?].
Біля будівлі німецького солдатського клубу відбувся короткий мітинг. На мітингу виступили представники студентів та голова німецької ради солдатських депутатів Кірхнер [джерело?].
Державна варта прибула на місце, коли мітинг уже розійшовся.
Того ж дня, у Білій Церкві розпочалось повстання Директорії [джерело?].
14 грудня командир київського гарнізону генерал-хорунжий Михайло Волховський запровадив у Києві воєнний стан [джерело?].
Було заборонено проведення зібрань, мітингів та демонстрацій. Університети також підлягали закриттю.

## Події 15 листопада
15 листопада зранку в Університет св. Володимира почали сходитись студенти. Однак, двері в університет були зачинені. Студенти спробували потрапити в аудиторії через інші входи, але й там усе було зачинено [джерело?].
Близько першої години дня натовп молоді повернув знову до головного входу на вул. Володимирську та вирушив на Бібіковський бульвар. Попереду колони сформувалася група із кількох сотень молодиків.
На шляху демонстрантів вишикувався перший загін офіцерської добровільної дружини (організовані здебільшого з проросійськи налаштованих офіцерів колишньої царської армії).
Дружинники відкрили вогонь. Загинуло вісім осіб, дванадцять було поранено [джерело?].

### Убиті
- Голубов,
- Єгорова,
- Теофіл Бакланов,
- Міхель Набутов,
- Ольга Іванівна (прізвище не встановлено),
- троє невідомих.

### Поранені
- Лазар Вайсбург,
- Ушер Зарицький,
- Янкель Вертек,
- Омелян Гуй,
- Соломон Ройхлин,
- Етя Винавер,
- Сухін,
- Ісак Фельдман,
- Нахман Бабицький,
- Микола Орловський (помер 27 листопада 1918 року, похований на Флорівському цвинтарі),
- Борис Бажанов,
- Григорій Ломідзе.

Тіла загиблих віднесли до каплиці університетської клініки.
Поранених доставили до Олександрівської лікарні.

## Реакція влади та суспільства
Справа розстрілу студентської демонстрації розглядалась на засіданні уряду. У газетах за 16 листопада опублікована заява Голови Ради міністрів Української Держави Сергія Гербеля:
Сьогодні на вулицях Києва трапилась прикра подія: юрба народу, викинувши червоні прапори й прикриваючи революційні ціли соціялістичними гаслами, пішла вперед з співами інтернаціоналу і не розійшлись, не дивлячись на попередження властей. Військовому командуванню довелося взятись за зброю. Рада міністрів, дуже засмучена цею подією, нагадує людности, що місто Київ на військовому стані, що всякі маніфестації і зборища заборонені і що державного будівництва можна досягнути планомірною організаційною роботою, а не виступами революційного характеру, котрі й надалі будуть припинятись і приборкуватись військовою силою. [джерело?]
Студентський демократичний блок 20 листопада виступив із заявою «не піддаватись на жодні заклики від безвідповідальний організацій та окремих осіб», адже «будь-який неорганізований виступ може бути використаний чорносотенними та більшовицькими елементами у своїх антидемократичних цілях».
Ні Петлюра, ані Винниченко ні словом не відгукнулися на цей розстріл [джерело?].

## Відображення в художній літературі
Розстріл студентів знайшов відображення у творі Булгакова «Біла гвардія».